# Симеонов кръг
Симеоновият кръг е създаден от Симеон Велики и включва самия него и известни литературни творци от българското средновековие – Климент Охридски, Константин Преславски, Йоан Екзарх, Черноризец Храбър, Тудор Доксов, Презвитер Григорий и др.

## Дейност
Симеоновият кръг се занимава с литературна и преводаческа дейност. Книгите са изписвани на ръка и богато украсявани със злато и сребро.

### Климент Охридски
Климент Охридски е ученик на братята Кирил и Методий. Той се занимава с разпространяване на просветителна дейност. Пише жития на Кирил и Методий, с което спомага за вечната почит към създателите на глаголическото писмо. Книжовното му дело е представено от значителен брой поучителни и похвални слова. На Климент Охридски се приписват създаването на кирилица, като опростен вариант на глаголицата. Това авторство е в конфликт преобладаващата хипотеза, че кирилицата е разработена в Преслав.

### Наум Преславски
Наум Преславски е ученик на Кирил и Методий. Той принадлежи към групата, пропъдена от Великоморавия. Заедно с Климент Охридски и Ангеларий пристага в България, но Ангеларий скоро след това умира. Климент отива в Охрид, където създава своя школа, а Наум остава в Преслав. Той един от основаните на т.нар Преславска книжовна школа където рабит между 887 и 893 Негов викарий е Константин Преславски, който става епископ през 893, след като Наум отива в Охрид. За разлика от Климент, който създава кирилицата и Константин Преславски който създава безбройни произведения Наум Преславски не е оставил свои трудове. Явно той се е занимавал повече с проповедническа дейност

### Константин Преславски
За  Константин Преславски се знае много малко, предвид колко много е писал. Той  непосредствен ученик на Методий. Продаден в робство във Венеция, по-късно е откупен в Константинопол и пристига в България. Съществува мнение, че е донесъл със себе си немалко книги, които се е заел да превежда. Става викарий на Наум Преславски, а след неговото оттегляне в Охрид през 893- и епископ. Пише на така нареченият висок стил.  Съставя сборник от 51 беседи, известен днес като „Учително евангелие“. Преди тях са поместени и оригиналните творби на епископ Константин Преславски: „Проглас към евангелието“ и „Азбучна молитва“. Важна част на сборника е първото историческо съчинение на старобългарски език, известно като „Историки“, което цели да разшири историческата култура на българите за библейската история. Автор е на "Хвалебствено песпопение за Методий", в което се съдържа акростих "Добре Методие те възхвалявам Костантин". През 906 г., по нареждане на цар Симеон, той превежда от гръцки „Четирите слова против арианите“ на Атанасий Александрийски.

### Йоан Екзарх
Йоан Екзарх е един от просветените умове за времето си. Съществуват спорове откъде иде прякорът му екзарх (длъжност на висш църковен служител, наместник на патриарх). Той съставя  произведението "Шестоднев", в което описва колко прекрасно изглеждат Преслав и царският дворец. Също като Константин Преславски пише на висок стил, характерен с множество хиперболи и исторически сравнения.

### Презвитер Григорий
името на Григорий е известно от надслова на руският сборник "Архивскщи хронограф" През 957 година Олга Киевска (Олга Премъдра) посещава Константинопол и сключва договор насочен срещу България. По това време там има и български свещеници, един от които е "отец Григорий" Асен Чилингиров допуска, че става дума именно за Презвитер Григорий. Още повече, че в българската историография съществува хипотеза, че Олга Киевска  е внучка на Борис.

### Черноризец Храбър
Черноризец Храбър е друг виден български книжовник от края на IX и началото Х век, от чието творчество оцелява само съчинението „За буквите“. В този труд се дават отговори на всички въпроси, свързани с историята на славянската писменост и нейната защита от поддръжниците на триезичната догма. Съществуват спорове кой е Черноризец Храбър. Според някои това св. равноапостол Константин -Кирил Философ, според други е Константин Преславски. Този тип изследователи считат че високият стил на произведението е подобен на стила "Проглас към евангилието"; а според трети изследователи е самят цар Симеон.

### Презвитер Козма
Презвитер Козма е от късните книжовници на Златният век на българската книжнина. Той твори по времето на цар Петър и създава "Беседа против богомолите" (в която осъжда богомилската ерес) и "За монасите". Възможно е обаче да още преди Петър да е бил част от Симеоновият кръг.